# John Berryman
 (mai 2022).
Si vous disposez d'ouvrages ou d'articles de référence ou si vous connaissez des sites web de qualité traitant du thème abordé ici, merci de compléter l'article en donnant les références utiles à sa vérifiabilité et en les liant à la section « Notes et références ».
Pour les articles homonymes, voir Berryman, John Smith et Smith.
John Allyn Smith, Jr., connu sous le nom de John Berryman, né le 25 octobre 1914 à McAlester dans l'État de l'Oklahoma  et mort le 7 janvier 1972 à Minneapolis dans l'État du Minnesota, est un poète, essayiste et universitaire américain. Figure majeure de la poésie américaine de la seconde moitié du XXe siècle, il est souvent considéré, à son corps défendant, comme l'un des fondateurs du courant littéraire dit du confessionnalisme. Berryman s'est suicidé en 1972.

## Biographie

### Jeunesse et formation
John Berryman, né John Allyn Smith, Jr. à McAlester, Oklahoma, est le fils de John Allyn Smith, un employé de banque et de Martha Little,une enseignante d'école primaire. La famille déménage fréquemment, pour finalement s'installer à Tampa, en Floride. À la suite de mauvais placements l'ayant ruiné, son père se suicide en 1926. Trois mois plus tard, sa mère épouse John McAlpin Berryman, qui adopte John et lui donne son nom,,.

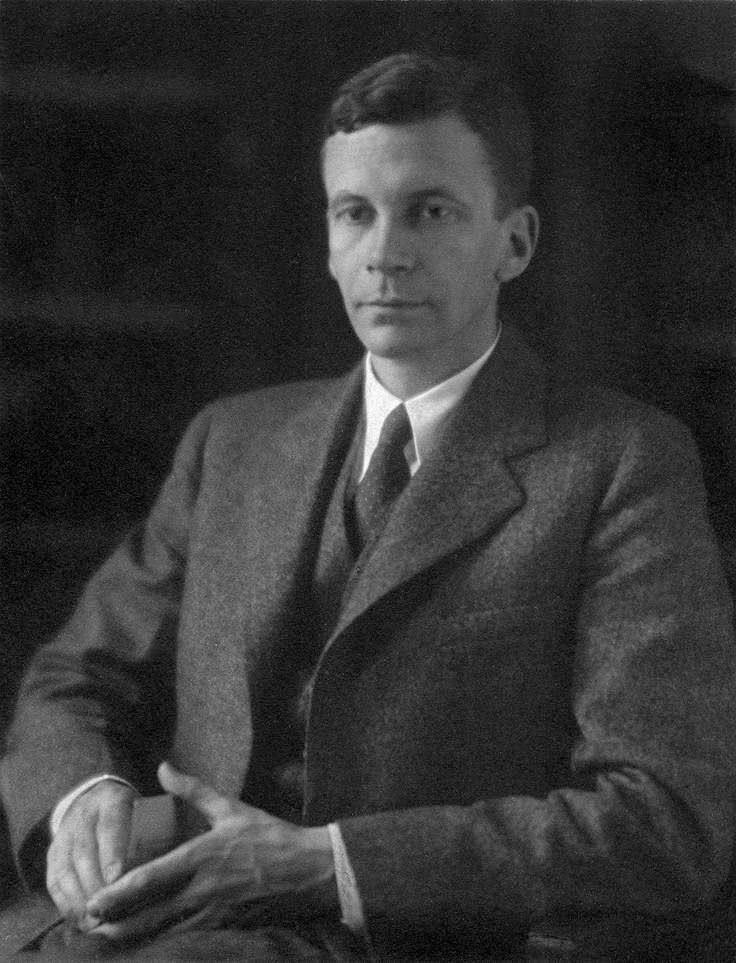
Mark van Doren.

La nouvelle famille s'installe à New York, au moment de la Grande dépression de 1929. En 1931, le jeune John Berryman fait sa première tentative de suicide. L'année suivante, en 1932, John s'inscrit au Columbia College (devenu par la suite université Columbia), où il obtient son Bachelor of Arts ( licence) en 1936. Là, il fait la connaissance de celui qui devient son mentor Mark Van Doren (en) qui l'encourage à publier ses poèmes dans la Columbia Review et The Nation (1935).
De 1936 à 1938, John part en Grande Bretagne pour étudier à l'université de Cambridge où il rencontre W. B. Yeats, T. S. Eliot, W. H. Auden et Dylan Thomas. Il s'essaie à l'écriture dramatique, et remporte le prix Oldham Shakespeare et publie des poèmes dans la Southern Review (1937),.

### Carrière
En 1939, de retour aux États-Unis, Berryman enseigne à l'université Wayne (plus tard université de Wayne State) à Détroit et tient la rubrique poésie dans l'hebdomadaire The Nation.
Ses premiers recueils de poèmes paraissent en 1940  dans Five Young American Poets.
Alors que Berryman enseigne à Harvard, il épouse en 1942 la première de ses trois femmes Eileen Mulligan et publie Poems.
Invité par le poète R. P. Blackmur, Berryman enseigne à Princeton.
Pendant les vingt années suivantes, Berryman rédige plusieurs ouvrages dans le cadre universitaire : des critiques de W. W. Greg's The Editorial Problem in Shakespeare, une édition critique de King Lear, (jamais publiée), des articles sur Henry James, F. Scott Fitzgerald et Robert Lowell.
En 1946, il devient professeur associé de création littéraire à Princeton.
En 1948, son recueils de poèmes The Dispossessed remporte le prix Shelley Memorial Award de la Poetry Society of America.
En 1950, il remporte le prix de l'American Academy Award pour la poésie.
En 1953, Berryman publie Homage to Mistress Bradstreet  dans la Paris Review. Ce poème difficile, un hommage au poète puritain de l'Amérique coloniale, prit cinq ans à Berryman pour le finaliser. Le supplément littéraire du Times le salue comme un chef-d'œuvre innovant, le poète Robert Fitzgerald (écrivain) (en) le qualifie de "poème de sa génération".
Avec cette œuvre, Berryman apparaît comme une figure littéraire majeure.
Au cours de ces années, il remporte différents prix : le National Institute of Arts and Letters Award (1950), le Prix du livre Joseph Levenson (en) (1950) et une bourse Guggenheim (1952)
Berryman donne des conférences aux universités de Washington, de Cincinnati et à l'Atelier des écrivains de l'Iowa, le poète Philip Levine décrit ses conférences comme "brillantes, intenses et rigoureuses".
Si sa vie professionnelle est une succession de réussites et de reconnaissances, en revanche, sa vie privée se désagrège progressivement  à cause de son alcoolisme et de ses diverses frasques sexuelles.
En 1953, il se sépare d'Eileen et est renvoyé de l'université de l'Iowa après son arrestation pour ivresse publique et trouble à l'ordre public.
En 1955, aidé par le poète Allen Tate, Berryman s'installe à Minneapolis et est nommé maître de conférences en littérature à l'université du Minnesota.
Il y reste jusqu'à son décès. La boucle est bouclée puisqu'il revient sur le lieu de naissance de son père suicidaire.
C'est à cette époque qu'il commence The Dream Songs, son œuvre considérée comme la plus importante.

### Vie privée

#### Mariages
En 1956, Berryman épouse Ann Levine, 24 ans, une semaine plus tard; le couple eut un fils. En 1959, il divorce, son épouse ne pouvant plus supporter son alcoolisme.
De 1959 à 1962, il continue sa vie paradoxale succès professionnel (invitation par l'université de Californie à Berkeley, à Bread Loaf dans le Vermont, et à l'université Brown, il  remporte des prix, etc.) et vie privée marquée des hospitalisations, des aventures sexuelles et un dernier mariage avec Kate Donahue, vingt-deux ans, en 1961 (ils auront deux filles).

#### Suicide
La vie de John Berryman fut marquée par la problématique du suicide. En 1924, alors qu'il n'a que 10 ans, son père John Smith, banquier en Floride, se suicide. L’enfant est la première personne à découvrir le corps. Quelque temps plus tard, sa mère se remarie, et c'est en référence au nom de son beau-père qu'il choisit le pseudonyme de Berryman. L'image du suicide de son père hante l'imagination de l'homme et imprègne ses poèmes, le sujet étant à plusieurs reprises abordé de manière indirecte dans The Dream Songs, et de façon directe lorsque le poète assène qu'il aimerait pouvoir tuer le cadavre de son père. John Berryman était un alcoolique notoire, et ses amis rapportent que, lorsqu'il étudiait à l'Université Columbia, il semblait avoir une double personnalité suivant l'étendue de son état d'ébriété. L'alcoolisme et la dépression de Berryman ont petit à petit altéré ses capacités à écrire, parler en public, et travailler convenablement. En 1972, son état dépressif le mène à suivre l'exemple de son père : il se tue en sautant du pont de la Washington Avenue à Minneapolis, dans le Minnesota.
Il repose au Resurection cimetery des Mendota Heights, dans le comté de Dakota (Minnesota).

## Regard sur son œuvre
John Berryman publie sa première œuvre, intitulée Poems, en 1942 pendant la Seconde Guerre mondiale, et sa deuxième, Dispossessed, six ans plus tard. Sa première œuvre majeure, Homage to Mistress Bradstreet, paraît en 1956. C'est cependant la série de recueils des Dream Songs, débutée en 1964, qui recueille le plus de succès auprès du public et de la critique.
Le premier volume, intitulé 77 Dream Songs, sort en 1964 et permet à son auteur de remporter le Prix Pulitzer de la poésie. Le second, intitulé His Toy, His Dream, His Rest, sort en 1968. Ces deux volets de Dream Songs ont ensuite été publiés en un seul volume sous le titre de The Dream Songs, en 1969. À cette époque, John Berryman est considéré comme une figure importante de l'univers littéraire de la poésie, et bénéficie d'un vaste lectorat parmi ses contemporains.
Dans le recueil The Dream Songs, les poèmes font entrer en jeu un personnage qui est, tour à tour, le narrateur et son interlocuteur. Dans la mesure où les lecteurs ont considéré qu'il s'agissait là pour Berryman d'une manière de se parler à lui-même, sa poésie a été catégorisée dans le courant du confessionnalisme. Berryman a toujours démenti son appartenance à ce mouvement.

## Archives
Les archives de John Berryman sont déposées et consultables auprès de la bibliothèque de l'université du Minnesota et de la bibliothèque de l'université Emory,.

## Œuvres

### Recueils de poèmes
- The Dispossessed, New York, W. Sloane Associates, 1948, 103 p. (OCLC 506445),
- Homage to Mistress Bradstreet  (ill. Ben Shahn), Londres, Faber and Faber (réimpr. 1968, 1973, 2014) (1re éd. 1959), 120 p. (ISBN 9780374172527, OCLC 2361107, lire en ligne),
- 77 Dream Songs, New York, Farrar, Straus and Company (réimpr. 1971, 2014) (1re éd. 1964), 104 p. (ISBN 9780374261603, OCLC 279609, lire en ligne),
- Berryman's Sonnets, New York, Farrar, Straus and Giroux (réimpr. 1971, 2014) (1re éd. 1967), 130 p. (ISBN 9780374112042, OCLC 279610, lire en ligne),
- His Toy, His Dream, His Rest, New York, Farrar, Straus and Giroux (réimpr. 1969, 2014) (1re éd. 1968), 350 p. (ISBN 9780374170288, OCLC 160274, lire en ligne),
- The Dream Songs : Poems, New York, Farrar, Straus and Giroux (réimpr. 1982, 2007, 2014) (1re éd. 1969), 460 p. (ISBN 9780374143978, OCLC 29503, lire en ligne),
- Love & fame, New York, Farrar, Straus and Giroux (réimpr. 1972, 1974, 2014) (1re éd. 1970), 118 p. (ISBN 9780374192334, OCLC 108957, lire en ligne),
- Selected Poems : 1938-1968, Londres, Faber and Faber Ltd, coll. « Faber paper covered editions » (réimpr. 1977, 2004, 2014) (1re éd. 1972), 184 p. (ISBN 9780571097661, OCLC 495616, lire en ligne),
- Delusions, Etc., New York, Farrar, Straus and Giroux (réimpr. 1974, 2014) (1re éd. 1972), 88 p. (ISBN 9780374137984, OCLC 403848, lire en ligne),
- Henry's Fate & other poems, : 1967-1972, New York, Farrar, Straus and Giroux (réimpr. 2014) (1re éd. 1977), 120 p. (ISBN 9780374169503, OCLC 2646193, lire en ligne),
- Daniel Swift (dir.), The Heart Is Strange : New Selected Poems, New York, Farrar, Straus and Giroux (réimpr. 2016) (1re éd. 2014), 232 p. (ISBN 9780374535780, OCLC 881385803, lire en ligne),

### Roman autobiographique
- Recovery  (préf. Saul Bellow et Philip Levine), New York, Farrar, Straus and Giroux (réimpr. 2002, 2016) (1re éd. 1973), 280 p. (ISBN 9780374248178, OCLC 638701, lire en ligne),

### Essais
- Stephen Crane : A Critical Biography, New York, William Sloane Associates (réimpr. 1962, 1982, 2001) (1re éd. 1950), 372 p. (ISBN 9780815411154, OCLC 779977, lire en ligne),
- The Freedom of the Poet, New York, Farrar, Straus & Giroux (réimpr. 2013) (1re éd. 1976), 408 p. (ISBN 9780374158484, OCLC 1035088083, lire en ligne),
- John Berryman et John Haffenden (dir.), Berryman's Shakespeare, New York, Farrar, Straus and Giroux (réimpr. 2000, 2012) (1re éd. 1999), 472 p. (ISBN 9780374112059, OCLC 40105918, lire en ligne),

### Correspondances
- Richard J. Kelly (dir.), We Dream of Honour : John Berryman's Letters to His Mother, New York, W W Norton & Co, 1988, 464 p. (ISBN 9780393024777, OCLC 15316214, lire en ligne),
- Philip Coleman (dir.) et Calista McRae (dir.) (préf. Martha B. Mayou), The Selected Letters of John Berryman, Cambridge, Massachusetts, The Belknap Presss of Harvard university press, 2020, 726 p. (ISBN 9780674976252, OCLC 1295824265),

## Distinctions
- 1965 : lauréat du Pulitzer Prize for Poetry pour son recueil de poèmes 77 Dream Songs[11],
- 1968 : élection à la charge de chancelier de l'Academy of American Poets, jusqu'en 1972[12],
- 1969 : lauréat du National Book Award, catégorie Poésie pour son recueil de poèmes His Toy, His Dream, His Rest[13],
- 1969 : lauréat du Bollingen Prize  for Poetry décerné par l'université Yale [5].

## Pour approfondir

#### Notices dans des encyclopédies et manuels de référence
- (en-US) Frank N Magill; (dir.), Notable poets. : Vol 1: Anna Akhmatova-George Herbert, Pasadena, Californie, Salem Press, 1998, 482 p. (ISBN 9780893569686, lire en ligne), p. 55-65
- (en-US) American National Biography, Volume 2: Baker - Blatch, New York, Oxford University Press, USA, 1er janvier 1999, 955 p. (ISBN 9780195127812, lire en ligne), p. 690-692.
- (en-US) Jeffrey A. Gray (dir.), The Greenwood Encyclopedia Of American Poets And Poetry, volume 1 : A-C, Westport, Connecticut, Greenwood Press, 30 décembre 2005, 357 p. (ISBN 9780313330094, lire en ligne), p. 118-121,
- (en-US) Jay Parini (dir.), The Oxford Encyclopedia of American Literature, Volume 1, New York, Oxford University Press, USA, 2004, 505 p. (ISBN 9780195167245, lire en ligne), p. 171-174
- (en-US) Steven G. Kellman (dir.), Magill's Survey of World Literature, volume 1, Pasadena, Californie, Salem Press, 1er septembre 2006, 469 p. (ISBN 9781587652851, lire en ligne), p. 234-243,,

#### Essais
- (en-US) William J. Martz, John Berryman, Minneapolis, Minnesota, University of Minnesota Press, coll. « University of Minnesota pamphlets on American writers » (no 85), 1969, 58 p. (ISBN 9780816652150, OCLC 182530488, lire en ligne),
- (en-US) Richard J. Kelly, John Berryman : A Checklist, Metuchen, New Jersey, Scarecrow Press, coll. « Scarecrow author bibliographies » (no 8), 1972, 152 p. (ISBN 9780810805521, OCLC 446050, lire en ligne),
- (en-US) J.M. Linebarger, John Berryman, New York, Twayne Publishers, coll. « Twayne's United States authors series » (no 244), 1974, 184 p. (ISBN 9780805700541, OCLC 643566363, lire en ligne),
- (en-US) Ernest C. Stefanik, John Berryman : a Descriptive Bibliography, Pittsburgh, Pennsylvanie, University of Pittsburgh Press, coll. « Pittsburgh series in bibliography », 1974, 324 p. (ISBN 9780822932819, OCLC 947870, lire en ligne),
- (en-US) Gary Q. Arpin, The Poetry of John Berryman, Port Washington, Etat de New York, Kennikat Press, coll. « National University Publications », 1978, 128 p. (ISBN 9780804692052, OCLC 2983855, lire en ligne),
- (en-US) E.M. Halliday, John Berryman and the Thirties : A Memoir, Amherst, Massachusetts, University of Massachusetts Press, 1987, 244 p. (ISBN 9780870235856, OCLC 15656523, lire en ligne),
- (en-US) Harry Thomas (dir.), Berryman's Understanding : Reflections on the Poetry of John Berryman, Boston, Massachusetts, Northeastern University Press (réimpr. 1992) (1re éd. 1988), 296 p. (ISBN 9781555530273, OCLC 17108708, lire en ligne),
- (en-US) Harold Bloom (dir.), John Berryman (Bloom's Modern Critical Views), New York, Chelsea House Publishers, 1er avril 1989, 200 p. (ISBN 9781555463106, lire en ligne),
- (en-US) Paul L. Mariani, Dream Song : The Life of John Berryman, New York, W. Morrow (réimpr. 1992, 1994, 1996, 2016) (1re éd. 1990), 588 p. (ISBN 9780688050269, OCLC 19975996, lire en ligne),

#### Articles anglophones
- Arthur Evans et Catherine Evans, « Pieter Bruegel and John Berryman: Two Winter Landscapes », Texas Studies in Literature and Language,, vol. 25, no 3,‎ automne 1963, p. 309-318 (10 pages) (lire en ligne )
- William Wasserstrom, « Cagey John : Berryman as Medecine Man », The Centennial Review, vol. 12, no 3,‎ été 1968, p. 334-354 (21 pages) (lire en ligne ),
- Jack V. Barbera, « John Berryman: R. I. P. », Journal of Modern Literature, vol. 2, no 4,‎ novembre 1972, p. 547-553 (7 pages) (lire en ligne ),
- Clifford Adelman, « A Too Brief Homage to John Berryman », Chicago Review, vol. 24, no 4,‎ printemps 1973, p. 124-129 (6 pages) (lire en ligne ),
- John Bailey, « John Berryman: A Question of Imperial Sway », Salmagundi, nos 22/23,‎ printemps - été 1973, p. 84-102 (19 pages) (lire en ligne ),
- Edward Butscher, « John Berryman: In Memorial Perspective », The Georgia Review, vol. 27, no 4,‎ hiver 1973, p. 518-525 (8 pages) (lire en ligne ),
- John Haffenden, « A Year on the East Coast: John Berryman, 1962-63 », Twentieth Century Literature, vol. 22, no 2,‎ mai 1976, p. 129-145 (17 pages) (lire en ligne ),
- John Haffenden, « John Berryman: the American poet at Cambridge », The Cambridge Quarterly, vol. 8, no 2,‎ 1978, p. 129-150 (22 pages) (lire en ligne ),
- Muffy E. A. Siegel, « "The Original Crime": John Berryman's Iconic Grammar », Poetics Today, vol. 2, no 1a,‎ automne 1980, p. 163-188 (26 pages) (lire en ligne ),
- Richard Kostelanetz, « A Profile Of John Berryman (1969) », The American Poetry Review, vol. 9, no 6,‎ novembre-décembre 1980, p. 39-43 (5 pages) (lire en ligne ),
- Sarah Provost, « Erato's Fool and Bitter Sister: Two Aspects of John Berryman », Twentieth Century Literature, vol. 60, no 1,‎ printemps 1984, p. 69-79 (11 pages) (lire en ligne ),
- Paul Mariani, « 'My Heavy Daughter': John Berryman and the Making of "The Dream Songs" », The Kenyon Review, New Series, vol. 10, no 3,‎ été 1988, p. 1-30 (30 pages) (lire en ligne ),
- Kathe Davis, « The Freedom of John Berryman », Modern Language Studies, vol. 18, no 4,‎ automne 1988, p. 33-60 (28 pages) (lire en ligne ),
- Kevin Young, « Responsible Delight: Reevaluation: John Berryman », The Kenyon Review, New Series, vol. 21, no 2,‎ printemps 1999, p. 160-169 (10 pages) (lire en ligne ),
- Ernest J. Smith, « John Berryman's "Programmatic" for "The Dream Songs" and an Instance of Revision », Journal of Modern Literature, vol. 23, nos 3/4,‎ été 2000, p. 429-439 (11 pages) (lire en ligne ),
- Stephen Minot, « Speaking in Tongues: John Berryman and the Lure of Obscurity », The Sewanee Review, vol. 111, no 3,‎ été 2003, p. 423-434 (12 pages) (lire en ligne ),
- Brendan Cooper, « "We Want Anti-Models": John Berryman's Eliotic Inheritance », Journal of American Studies, vol. 42, no 1,‎ avril 2008, p. 1-18 (18 pages) (lire en ligne ),
- Amy Jordan, « "All Your Ages at the Mercy of My Loves": Rewriting History in John Berryman's "Homage to Mistress Bradstreet" », Journal of American Studies, vol. 48, no 4,‎ novembre 2014, p. 999-1018 (20 pages) (lire en ligne ),
- Kurt Heinzelman, « Affiliated Poetics: "John Berryman and Dylan Thomas" », Southwest Review, vol. 100, no 4,‎ 2015, p. 572-588 (17 pages) (lire en ligne ),
- Jeffrey Meyers, « Bruegel and John Berryman », Style, vol. 49, no 4,‎ 2015, p. 470-476 (7 pages) (lire en ligne ),
- Hannah Baker Saltmarsh, « “Some / would like you to make room, / mother . . .”: On Mothers and Sons in John Berryman’s The Dream Songs », Pacific Coast Philology, vol. 51, no 1,‎ 2016, p. 4-22 (19 pages) (lire en ligne ),
- Ben Rogerson, « Going “wicked & away”: Writing Dream Songs in the Age of Fellowships », Journal of Modern Literature, vol. 39, no 3,‎ printemps 2016, p. 22-40 (19 pages) (lire en ligne ),
- Karl O'Hanlon, « 'The Violent and Formal Dancers': John Berryman and Geoffrey Hill », The Cambridge Quarterly, vol. 45, no 3,‎ septembre 2016, p. 208-223 (16 pages) (lire en ligne ),